# سوسکچه‌های نخستین رینوتیا هائموپترا
 سوسکچه‌های نخستین رینوتیا هائموپترا (نام علمی: Rhinotia haemoptera) نام یک گونه از سرده سوسکچه‌های نخستین رینوتیا است.